# ماك أو إس إكس تيجر
كان ماك أو إس 10.4 «تايغر» خامس إصدار رئيسي من ماك أو إس عشرة. نظام أبل لحواسيب ماكنتوش. أصدر تايغر في 29 أبريل 2005 ليكون وريث ماك أو إس 10.3 «بانثر» الذي أصدر قبل تايغر بثمانية عشر شهرًا.
وتايجر يعتبر أول اصدارة لنظام ماك تعمل على معالجات انتل